# Ann Peacock
Pour l’article homonyme, voir Peacock.
Ann Peacock est une scénariste américano-sud-africaine, née en 1945.

## Filmographie

### Cinéma
Scénariste
- 2004 : In My Country
- 2005 : Le Monde de Narnia : Le Lion, la Sorcière blanche et l'Armoire magique
- 2008 : Kit Kittredge: An American Girl
- 2008 : Nos nuits à Rodanthe
- 2009 : The Killing Room
- 2010 : Le Plus Vieil Écolier du monde

### Télévision
- 1999 : Dites-leur que je suis un homme (en)
- 2000 : Cora Unashamed (en)
- 2007 : Dessine-moi une famille

## Distinctions
Récompenses
- Primetime Emmy Award :
  - Primetime Emmy Award du meilleur scénario pour une mini-série ou un téléfilm 1999 (Dites-leur que je suis un homme (en))
- Humanitas Prize :
  - Public Broadcasting Service/Cable Award 2000 (Dites-leur que je suis un homme (en))
- NAACP Image Awards :
  - Meilleur scénario 2012 (Le Plus Vieil Écolier du monde)

Nominations
- Saturn Award :
  - Saturn Award du meilleur scénario 2006 (Le Monde de Narnia : Le Lion, la Sorcière blanche et l'Armoire magique)
- Prix Hugo :
  - Meilleur film 2006 (Le Monde de Narnia : Le Lion, la Sorcière blanche et l'Armoire magique)
- Humanitas Prize :
  - Meilleur film 2006 (Le Monde de Narnia : Le Lion, la Sorcière blanche et l'Armoire magique)
  - Meilleur téléfilm 2008 (Dessine-moi une famille)